# Johan Stein
Johan Willem Jakob Antoon Stein (Grave, 27 febbraio 1871 – Roma, 27 dicembre 1951) è stato un astronomo e gesuita olandese.

## Biografia
Figlio di un insegnante, nacque a Grave, crebbe a Maastricht e studiò astronomia all'Università di Leida, dove conseguì il dottorato di ricerca nel 1901 con una tesi sull'utilizzo del metodo di Horrebow per la determinazione della latitudine. Nel 1903 fu ordinato sacerdote a Maastricht.
Lavorò come assistente di Johann Georg Hagen alla Specola Vaticana tra il 1906 e il 1910, anno in cui si trasferì ad Amsterdam per insegnare matematica, fisica, botanica e zoologia al Collegio di Sant'Ignazio. Nel 1922 divenne membro della commissione dell'Unione Astronomica Internazionale sulle stelle variabili. Nel 1930 fu nominato direttore della Specola Vaticana e, in questa veste, si occupò della modernizzazione dell'osservatorio, ma anche del suo trasferimento al Palazzo Pontificio di Castel Gandolfo nel 1933. Rimase direttore dell'osservatorio vaticano fino alla morte nel 1951.